# Bagonya
Bagonya (korábban Zalabagonya, szlovénül Bogojina) falu Szlovéniában, a Muravidéken (Prekmurje), Muraszombattól északra. Alsómarác községhez tartozik. Lakói vend nyelvet beszélnek.

## Története
A település a történelmi Magyarország területén feküdt, közigazgatásilag Zala vármegyében. Írásos emlékek a faluról 1208-ból maradtak ránk, akkor latinul neve Bogin volt, így a vidék legrégebbi települései közé tartozik.
Birtokosa 1371-től a muraszombati Bánfi család volt, őket 1646-tól a Nádasdyak követték, majd az Esterházyak birtokába jutott Bagonya. Régi népszámlálási adatok szerint még 1910-ben éltek magyarok a faluban, azóta teljesen szlovén nemzetiségű.
A falu számos jelentős egyházi személy szülőhelye, közülük többen más országokban is szolgáltak, jelentős hírnévre tettek szert. 1788-ban született Bagonyán a jeles reformkori író és néprajztudós, Kossics József plébános, aki később a Szentgotthárd melletti Felsőszölnök papja lett. Családja horvát eredetű. A néprajztudomány neki tulajdonítja az első szlovén nyelvű tájmonográfia megalkotását, amely vend dialektusban szól.
Szintén a település szülöttje Maribor püspöke, Jožef Smej is, valamint Ivan Camplin magasfoki plébános. A faluban élt és dolgozott Bassa Iván aki szintén író volt, azonkívül a Trianon utáni Muravidék politikai vezetője.
1919-től a de facto Vendvidéki Köztársaság, majd az egész Muravidék együtt a Szerb–Horvát–Szlovén Királysághoz került, amely 1929-től mint Jugoszlávia néven szerepel. 1941-ben, amikor a magyar hadsereg visszafoglalt a történelmi Magyarországból a jugoszlávoktól több területet, akkor Bagonya is újra az ország része lett, négy évvel később ismét Jugoszlávia területéhez tartozott, s 1991-től a független Szlovénia egyik falva.
1924-ben A faluban Jože Plečnik, az egyik legnevesebb szlovén építész épített modern templomot.